# Vladyslav Dubinčak
Vladyslav Jurijovyč Dubinčak (in ucraino Владислав Юрійович Дубінчак?,  trasl. angl. Vladyslav Dubinchak; Tomašpil', 1º luglio 1998) è un calciatore ucraino, difensore della Dinamo Kiev.

## Caratteristiche tecniche
È un terzino sinistro.

## Carriera

### Club
È cresciuto nel settore giovanile della Dinamo Kiev.
Ha debuttato in Prem"jer-liha il 22 luglio 2018 disputando con l'Arsenal Kiev l'incontro perso 2-0 contro il L'viv

### Nazionale
Ha giocato nelle nazionali giovanili ucraine Under-17, Under-19 ed Under-21.
Nel novembre 2023 viene convocato per la prima volta in nazionale maggiore.

## Statistiche
Statistiche aggiornate al 7 novembre 2024.

### Presenze e reti nei club
| Stagione           | Squadra            | Campionato         | Campionato | Campionato | Coppe nazionali | Coppe nazionali | Coppe nazionali | Coppe continentali | Coppe continentali | Coppe continentali | Altre coppe | Altre coppe | Altre coppe | Totale | Totale | Totale |
| Stagione           | Squadra            | Comp               | Pres       | Reti       | Comp            | Pres            | Reti            | Comp               | Pres               | Reti               | Comp        | Pres        | Reti        | Pres   | Reti   |        |
| ------------------ | ------------------ | ------------------ | ---------- | ---------- | --------------- | --------------- | --------------- | ------------------ | ------------------ | ------------------ | ----------- | ----------- | ----------- | ------ | ------ | ------ |
| 2018-2019          | Arsenal Kiev       | PL                 | 28         | 0          | CU              | 1               | 0               |                    | -                  | -                  | -           | -           | -           | 29     | 0      |        |
| 2019-2020          | Karpaty            | PL                 | 19         | 0          | CU              | 1               | 0               | -                  | -                  | -                  | -           | -           | -           | 20     | 0      |        |
| 2020-2021          | Dnipro-1           | PL                 | 22         | 0          | CU              | 3               | 0               | -                  | -                  | -                  | -           | -           | -           | 25     | 0      |        |
| 2021-2022          | Dnipro-1           | PL                 | 16         | 0          | CU              | 2               | 0               | -                  | -                  | -                  |             | -           | -           | 18     | 0      |        |
| Totale Dnipro-1    | Totale Dnipro-1    | Totale Dnipro-1    | 38         | 0          |                 | 5               | 0               |                    | -                  | -                  |             | -           | -           | 43     | 0      |        |
| 2022-2023          | Dinamo Kiev        | PL                 | 18         | 0          | -               | -               | -               | UCL+UEL            | 6+4                | 0                  | -           | -           | -           | 28     | 0      |        |
| 2023-2024          | Dinamo Kiev        | PL                 | 22         | 1          | CU              | 1               | 0               | UECL               | 4                  | 0                  | -           | -           | -           | 27     | 1      |        |
| 2024-2025          | Dinamo Kiev        | PL                 | 8          | 0          | CU              | 1               | 0               | UCL+UEL            | 4+3                | 0                  | -           | -           | -           | 16     | 0      |        |
| Totale Dinamo Kiev | Totale Dinamo Kiev | Totale Dinamo Kiev | 48         | 1          |                 | 2               | 0               |                    | 21                 | 0                  |             | -           | -           | 71     | 1      |        |
| Totale carriera    | Totale carriera    | Totale carriera    | 133        | 1          |                 | 9               | 0               |                    | 21                 | 0                  |             | -           | -           | 163    | 1      |        |

## Palmarès

### Club

#### Competizioni nazionali
- Campionato ucraino: 1

Dinamo Kiev: 2024-2025